# Aplastodiscus cavicola
Espèce
Synonymes
- Hyla cavicola Cruz & Peixoto, 1985 "1984"

Statut de conservation UICN

 NT  : Quasi menacé
Aplastodiscus cavicola est une espèce d'amphibiens de la famille des Hylidae.

## Répartition
Cette espèce est endémique du Brésil. Elle se rencontre entre 70 et 800 m d'altitude dans la Serra da Boa Vista et la Serra da Mantiqueira de Santa Teresa dans l'État de l'Espírito Santo à Juiz de Fora au Sud-Est du Minas Gerais,.

## Publication originale
- Cruz & Peixoto, 1985 "1984" : Especies verdes de Hyla: o complexo 'Albosignata' (Amphibia, Anura, Hylidae). Arquivos da Universidade Federal Rural do Rio de Janeiro, vol. 7, no 1, p. 31-47.